# Wesley Coe
William Wesley Coe, Jr. (Boston, Massachusetts,  1879. május 8. – Bozeman, Montana, 1926. december 24.) amerikai olimpiai ezüstérmes súlylökő, kötélhúzó.
Az 1904. évi nyári olimpiai játékokon ezüstérmes lett súlylökésben.
Az 1908. évi nyári olimpiai játékokon indult kötélhúzásban. Rajtuk kívül még három brit rendőrségi és egy svéd válogatott indult. A negyeddöntőben a brit liverpooli rendőr csapattól kaptak ki és így végert ért számukra a küzdelem.
1908-ban ismét indult súlylökésben, de ekkor csak negyedik lett.
1926. karácsony napján hunyt el, hosszantartó betegség után.